# Alberto Villagrasa Gil
Alberto Villagrasa Gil (Barcelona, 1971) és un polític català, diputat al Parlament de Catalunya en la XI Legislatura.

## Biografia
Llicenciat en dret per la Universitat de Barcelona, és tècnic en comerç exterior. Vinculat al Partido Popular des de ben jove, ha estat vicesecretari general de Nuevas Generaciones a Catalunya i de 1996 a 2003 conseller del PP al districte de Ciutat Vella i assessor del tinent d'alcalde de Sant Cugat del Vallès.
A les eleccions municipals espanyoles de 2003, 2007 i 2011 fou escollit regidor de l'ajuntament de Barcelona, adscrit als districtes de Ciutat Vella i Sants-Montjuïc.
De 2007 a 2011 fou portaveu adjunt del grup municipal del PP i portaveu del grup del PP a la Diputació de Barcelona.
El 2008 fou nomenat secretari provincial del PP a Barcelona. Ha estat elegit diputat a les eleccions al Parlament de Catalunya de 2015.